# Barn i hem, skola, samhälle
Barn i hem, skola, samhälle var en tidskrift som utgavs 1947–1998. Den behandlade samarbetet mellan hem och skola och gav råd om hur föräldrar skulle förhålla sig till de egna barnens uppfostran och skolgång.
Tidskriften startades av Målsmännens riksförbund, som på 1940-talet var centralorganisation för Sveriges föräldraföreningar. Till att börja med utkom den med sex nummer per år och hade undertiteln ”tidskrift för föräldrar, lärare och ungdomsledare”. Utgivningsfrekvensen och undertiteln ändrades senare. 1969 bytte Målsmännens riksförbund namn till Riksförbundet Hem och Skola, som stod för utgivningen av tidskriften fram till dess att den lades ned 1998. Enligt Hem och Skolas egna uppgifter låg upplagan när den var som störst på omkring 120 000 exemplar. Vid beslutet om nedläggning hade den sjunkit till 16 000.

## Historik (innehåll)
När tidskriften lanserades 1947 var syftet att skapa ”en vederhäftig men populärt hållen vägledning för föräldrar och för uppfostrare i allmänhet”. Den uttalade ambitionen var att innehållet skulle lyfta fram efterkrigstidens nya antiauktoritära idéer om barns fostran. Tonvikten skulle ligga på att förmedla kunskap om psykologiska aspekter av uppväxten och på att stötta föräldrarna i deras föräldraskap. Valet av skribenter och innehåll präglades till att börja med av tidens tilltro till experter. En studie av utgivningen under de första 15 åren, fram till början av 1960-talet, visar att innehållet i mycket hög grad formades av personer som var professionellt verksamma med barn. Föräldrarna blev såldes föremål för rådgivning, men kom inte ofta till tals. Den största gruppen skribenter var läkare, som skrev om exempelvis aga och barnsjukdomar, tätt följt av akademiker som belyste sådant som uppfostran och metoder för undervisning. En återkommande diskussion under denna tid gällde värdet av skolans betyg i ordning och uppförande.
Under de följande decennierna, 1960–1980, blev innehållet i högre grad ett uttryck för föräldrars åsikter och frågor. Föräldrainflytande diskuterades flitigt. Vid mitten av 1970-talet var kraven på medinflytande, makt och beslutsbefogenheter ett framträdande tema. Barn i hem, skola, samhälle utgjorde ett starkt påtryckningsorgan för att skolan skulle släppa in föräldrarna i klassrummen. Denna period var också Hem och Skolas storhetstid, med ett stort antal medlemmar och inflytande i samhällsdebatten.
På 1990-talet tappade Hem och Skola medlemmar. Nu blev ambitionen att tidskriften skulle fungera som en specialtidskrift för skolbarnsföräldrar. Innehållsmässigt tonades relationen till ägarorganisationen ner och fokus lades på att ge läsarna inblick i barns tillvaro i skolan och på fritiden. Artiklar som lyfte fram barns rättigheter och barn som aktörer var nya inslag som anknöt till idéutvecklingen vid denna tid. Några exempel på artikelrubriker: ”Killarna och tjejerna i klassen: Är de jämspelta eller är flickorna bara lärarnas små hjälpgummor?” (1991:7), ”Låt oss diskutera barnidrotten: Att bygga en koja i skogsbrynet kan vara viktigare än att åka utomlands på fotbollsturnering” (1992: 2), "Min son är skoltrött redan i tvåan" (1993:4). 
I det sista numret (1998:5) skrev Lars H. Gustafsson, som då var ordförande i Hem och Skola, att tidskriften ”har haft och spelat en viktig roll i speglandet av skolans värld ur ett barn- och föräldraperspektiv”. Flera senare studier har bekräftat detta. Barn i hem, skola, samhälle tillförde nya perspektiv till den offentliga debatten under hela utgivningstiden och det gäller i synnerhet synen på barn och barns förhållanden. Exempelvis har forskare lyft fram att tidskriften tidigt belyste sådant som hände på rasterna med utgångspunkt i sociala och miljömässiga förhållanden på skolgården, istället för utifrån moraliska synsätt. Nödvändigheten av att förhindra mobbning och hur detta bäst skulle kunna genomföras var också återkommande teman i tidskriften. Ytterligare en mycket omskriven aspekt av barns fritid handlade om deras medieanvändning. Bland annat diskuterades ”videovåldet”, som Hem och Skola tog stark ställning mot på 1980-talet.
Några av redaktörerna genom åren var Jan-Erik Carlstedt (chefredaktör), Anna-Britta Hagwall, Margareta Edgardh, Palaemona Mörner och Tilda Maria Forselius. 